# Rombicosidodecaedro parabidiminuído
Em geometria, o Rombicosidodecaedro parabidiminuído é um dos sólidos de Johnson (J80).
Um sólido de Johnson é um dos 92 poliedros estritamente convexos que têm faces regulares, mas não são uniformes (isto é, eles não são sólidos platônicos, sólidos de Arquimedes, prismas ou antiprismas). Eles foram nomeados por Norman Johnson, que primeiro listou esses poliedros em 1966.
Pode ser construído como um rombicosidodecaedro com duas cúpulas pentagonais opostas removidas.

## Exemplos

Rombicosidodecaedro parabidiminuído (Matemateca IME-USP)